# تفريغ لسان النور

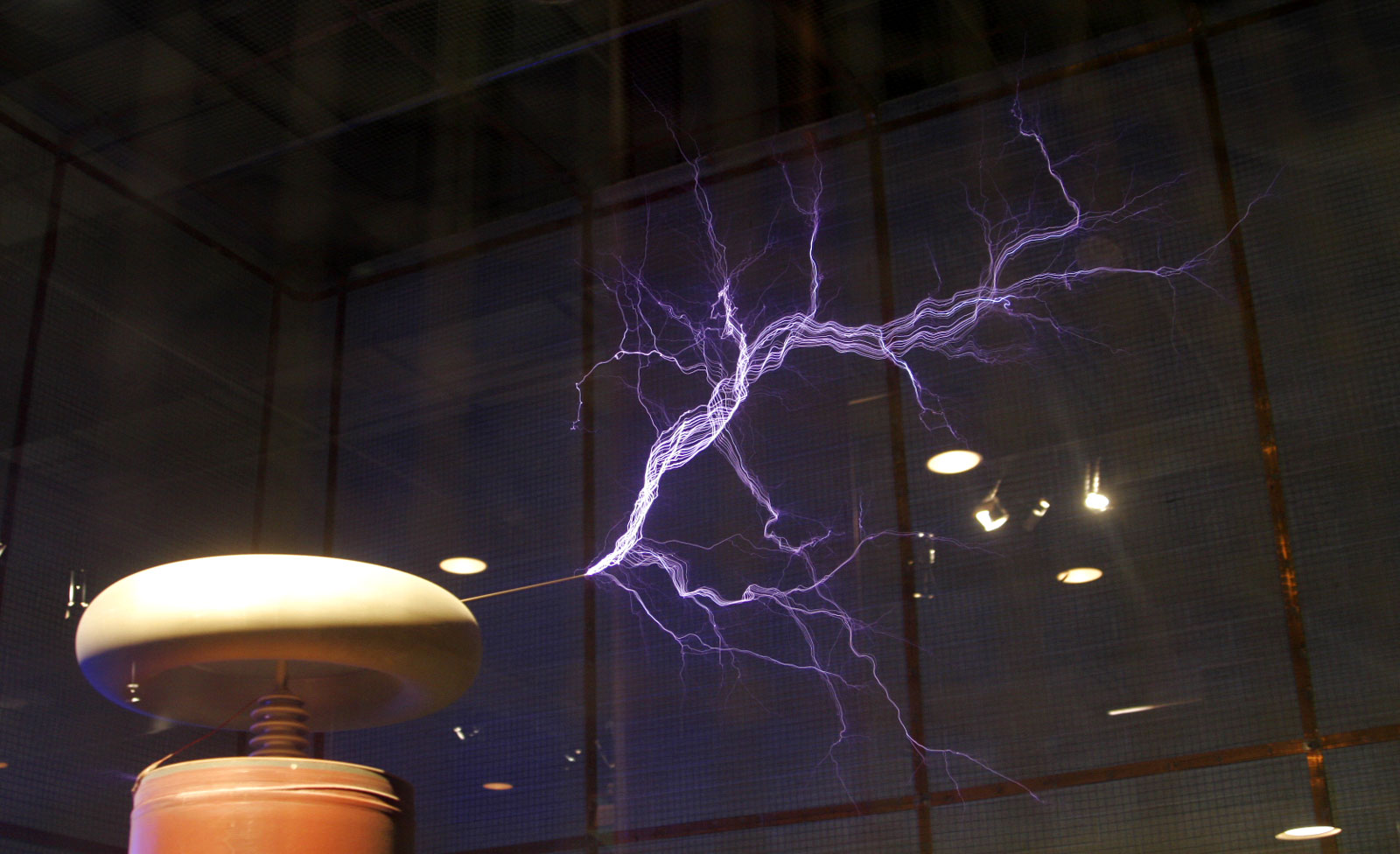
تفريغ لسان النور

تفريغ لسان النور (ملاحظة 1) هي ظاهرة فيزيائيّة تفسّر آلية نشوء مسار الخرق الكهربائي (قناة الانفراغ) الشّرارة الكهربائيّة) بين قطبين كهربائيّين في حال كانت مسافة الخرق كبيرة والتّوتر المطبّق (التّوتر بين القطبين) كبير، أي أنّ الحقل الكهربائي بين القطبين كبير، 
وتبلغ سرعة تشكّل الستريمر (V_ST = 1000 cm⁄μs) ، أي أن سرعة تشكّلها تصل ل 1/30 من سرعة الضّوء،  
وتحتاج الستريمر لتبدأ بالتشكّل لتوتّر يقدّر ب (5kV⁄cm).

## آليّة تشكّل الستريمر
عند مسافة خرق كبيرة وتحت تأثير حقل كهربائي عالي وبوجود إلكترون حر ابتدائي موجود بمحض الصّدفة بين المسريين الكهربائيّين نتيجةً لتأيّن الغاز المحيط (الهواء) تحت تأثير الأشعّة الكونيّة (β و ϒ) والأشعّة النّاتجة عن النّواة وبعض العوامل الخارجيّة مثل الحرارة والضّوء، وتتراوح كثافة هذه الشّحن  (الإلكترونات الحرّة) بحدود 1000 شحنة للسنتمتر المكعّب، وتقدّر حياة الأيون الواحد بحدود 18 ثانية.
```
يبدأ الإلكترون بالتّحرّك تحت تأثير الحقل الكهربائي مصتدماً بجزيئات الغاز المحيط مما يؤدي لتأيّنه وتحرير إلكترون جديد إضافة للإلكترون الأساسي، مرسلاً كوانتاً ضوئيّاً، ويمكن للجّزيئات التي لها قدرة عالية أن ترسل فوتونات ذات قدرة كبيرة بإمكانها تحرير إلكترونات من جزيئات لها قدرة تأيّن أقل، مما يؤدي نتيجةً لتراكم العمليّة لتشكّل سحابة إلكترونية أو ما يعرف 
"بالتأيّن تصادمي"
 وتتحول الجّزيئات المعتدلة إلى أيونات موجبة، ويمكن إعتبار هذه الأيونات ساكنة بسبب كبر كتلتها نسبتاً للإلكترونات.
```

نتيجةً للسّرعة المختلفة بين الإلكترونات والأيونات كبيرة الكتلة، حيث حركة الأيونات أقل ب 10000 مرّة من الإلكترونات، وتحت تأثير الحقل الكهربائي يطرأ في مقدّمة السّحابة زيادة في شدّة الحقل الكهربائي ونتيجةً لشدّة الحقل الزّائدة يتشكّل سحابة أخرى على بعد معيّن من السّحابة الأولى، وتبدأ السّحابة الجديدة بالتّضخّم ويمكن أن تّتحد السّحابة الجديدة مع السّحابة الأساسيّة وبالتّالي تبدأ عملية تشكّل جيل ثاني وثالث من السّحابات الإلكترونيّة، وبذلك ينمو مسار الانفراغ باتّجاه المصعد وباتّجاه المهبط بالتّدريج، وتصل سرعة نمو الستريمر إلى 1000 cm⁄μs .
عند حدوث الانفراغ وظهور الشّرارة الكهربائيّة فإن مرور التّيار الكهربائي الكبير يسبّب تسخيناً لقناة الانفراغ مما يحوّلها لقناة بلازما ذات مقاومة صغيرة مما يزيد من إمكانيّة مرور التيّار كهربائي بشكل أكبر وبالتالي يحدث هبوط جهد شديد.
تتشكّل ظاهرة الستريمر في الحقول الكهربائيّة المتجانسة والحقول ضعيفة عدم التّجانس ويبدأ الانفراغ عند الرأس الأكثر تحدّباً.
تجريبياً تختلف شدّة الحقل اللّازم لتشكّل الستريمر باختلاف القطبيّة ففي نظام (مدبّب – صفيحة) وبتطبيق توتّر مستمر تكون النّتائج كالتّالي:
عند الرّأس المدبب الموجب يكون احتياجي الستريمر من التوتر 5kV⁄cm .
عند الرّأس الإبري السّالب يكون احتياجي الستريمر من التوتر من 10kV⁄cm وحتى 15kV⁄cm .

### مكتشف الستريمر
العالم جون سيلي تاونسند (بالإنجليزية: John Sealy Townsend)‏ هو أول من إكتشف ووصّف هذه العمليّة لسحابة التّكاثر التأيّن التصادمي ، والعالم RAETHER هو أوّل من إكتشفها بشكل مرئي.